# Safa Giray
Safa Giray, född okänt år, död 1703, var Krimkhanatets khan 1691-1692. 